# Adam Ptáček
Adam Ptáček (* 8. Oktober 1980 in Ostrava, Tschechoslowakei) ist ein ehemaliger tschechischer Leichtathlet, der sich auf den Stabhochsprung spezialisiert hat. 2004 wurde er in Budapest Vizehallenweltmeister und feierte damit seinen größten sportlichen Erfolg.

## Sportliche Laufbahn
Erste internationale Erfahrungen sammelte Adam Ptáček im Jahr 1998, als er bei den Juniorenweltmeisterschaften in Annecy mit übersprungenen 5,20 m die Bronzemedaille gewann. Im Jahr darauf brachte er bei den Junioreneuropameisterschaften in Riga keinen gültigen Versuch zustande und 2000 gelangte er bei den Halleneuropameisterschaften in Gent mit 5,20 m auf Rang 13. Im Jahr darauf belegte er bei den U23-Europameisterschaften in Amsterdam mit 5,30 m den siebten Platz und anschließend gelangte er bei den Spielen der Frankophonie in Ottawa mit 5,40 m auf Rang vier. 2002 wurde er bei den Europameisterschaften in München mit 5,70 m Sechster und anschließend gewann er bei den Militär-Weltmeisterschaften in Tivoli mit 5,40 m die Silbermedaille. Im Jahr darauf verpasste er bei den Hallenweltmeisterschaften in Birmingham mit 5,55 m den Finaleinzug und im August schied er bei den Freiluftweltmeisterschaften nahe Paris mit 5,50 m ebenfalls in der Qualifikationsrunde aus. 2004 gewann er bei den Hallenweltmeisterschaften in Budapest mit 5,70 m die Silbermedaille hinter dem Russen Igor Pawlow und im August verpasste er bei den Olympischen Sommerspielen in Athen mit 5,50 m den Finaleinzug. 2006 schied er bei den Europameisterschaften in Göteborg mit 5,35 m in der Vorrunde aus und im Jahr darauf verpasste er bei den Halleneuropameisterschaften in Birmingham mit 5,55 m den Finaleinzug. 2015 beendete er dann seine aktive sportliche Karriere im Alter von 35 Jahren.
In den Jahren von 2002 bis 2004 sowie 2006 und 2011 wurde Ptáček tschechischer Meister im Stabhochsprung im Freien sowie 2000 und 2001, 2003 und 2004 und 2007 in der Halle.